# هيدريد البيريليوم
هيدريد البيريليوم مركب كيميائي له الصيغة BeH2، ويكون على شكل مسحوق أبيض اللون.

## التحضير
إن تحضير هيدريد البيريليوم من التفاعل المباشر للعناصر المكوّنة له، أي الهيدروجين والبيريليوم، عملية غير ممكنة. يحصل على المركب من تفاعل مركبات البيريليوم العضوية مع هيدريدات مثل هيدريد ألومنيوم الليثيوم، أو ثنائي البوران. تجرى تفاعلات التحضير هذه في وسط من ثنائي إيثيل الإيثر.
{\displaystyle \mathrm {2\ Be(CH_{3})_{2}\ +\ LiAlH_{4}\ \rightarrow \ 2\ BeH_{2}\ +\ LiAl(CH_{3})_{4}} }
كما يمكن تحضير هيدريد البيريليوم من التفكك الحراري لمركب مضاعف (ثالثي بوتيل) البيريليوم عند 210 °س.
{\displaystyle \mathrm {Be(C_{4}H_{9})_{2}{\xrightarrow {210\;^{\circ }C}}\ BeH_{2}\ +\ 2\ H_{2}C\operatorname {=} C(CH_{3})_{2}} }

## الخواص
إن هيدريد البيريليوم عبارة عن مادة صلبة بوليمرية بيضاء اللون غير متطايرة، تتفكك عند درجات حرارة أعلى من 250 °س إلى العناصر الأولية من الهيدروجين والبيريليوم. يعد المركب حساساً تجاه الرطوبة والهواء الجوي، إذ يخضع لتفاعلات تفكك عندما يتعرض لتلك الشروط، كما أنه غير منحل في المذيبات العضوية. يتفكك في الماء ويعطي هيدروكسيد البيريليوم حسب التفاعل:
{\displaystyle \mathrm {BeH_{2}\ +\ 2\ H_{2}O\longrightarrow \ Be(OH)_{2}\ +\ 2\ H_{2}} }
إن بنية هيدريد البيريليوم هي بنية بوليمرية، تتكون من وحدة بنائية رباعية السطوح، تكون فيها ذرة البيريليوم في المركز وتحاط بأربع ذرات من الهيدروجين. تكون الرابطة في هذا المركب تساهمية، وهي رابطة ثلاثية المركز ثنائية الإلكترون كما في هيدريد الألومنيوم.

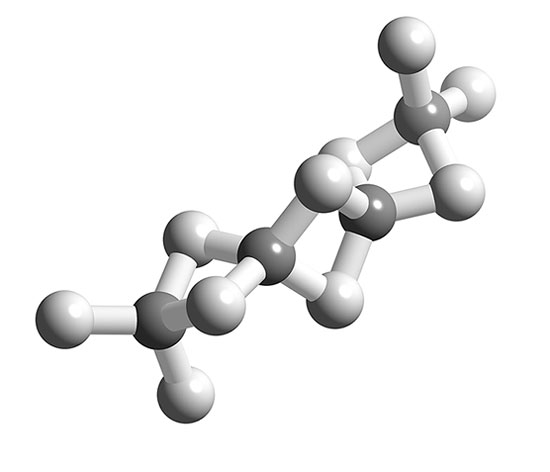
البنية الفراغية لبوليمر هيدريد البيريليوم.

## الاستخدامات
يستخدم هيدريد البيريليوم في تركيب وقود الصواريخ وكمادة مهدئة للنيوترونات في المفاعلات النووية.

## احتياطات الأمان
إن البيريليوم ومركباته الكيميائية هي مواد سامّة ومسرطنة، حيث يمكن أن تسبب مرض التسمم بالبيريليوم. لذا ينبغي أخذ الحيطة والحذر عند التعامل مع هذه المركبات.